# Weißenburg-Gunzenhausen
Weißenburg-Gunzenhausen là một Kreis (huyện) Phía tây Bayern, Đức. Các huyện giáp ranh là (từ phía bắc theo chiều kim đồng hồ) Ansbach, Roth, Eichstätt và Donau-Ries.

## Lịch sử
Huyện được lập năm 1972 thông qua việc hợp nhất huyện Gunzenhausen, Weißenburg, và thành phố trước đó không thuộc huyện Weißenburg.

## Thị xã và đô thị
| Thị xã | Verwaltungsgemeinschaften                                              | Đô thị |
| --- | ---------------------------------------------------------------------- | --- |

Các thị trấn và thành phố tự trị ở Landkreis Weißenburg-Gunzenhausen

| 1. Ellingen¹ 2. Gunzenhausen 3. Pappenheim 4. Treuchtlingen 5. Weißenburg in Bayern ¹ được quản lý bên trong một Verwaltungsgemeinschaft Märkte 1. Absberg 2. Gnotzheim 3. Heidenheim 4. Markt Berolzheim 5. Nennslingen 6. Pleinfeld | 1. Altmühltal 2. Ellingen 3. Gunzenhausen 4. Hahnenkamm 5. Nennslingen | 1. Alesheim 2. Bergen 3. Burgsalach 4. Dittenheim 5. Ettenstatt 6. Haundorf 7. Höttingen 8. Langenaltheim 9. Meinheim 10. Muhr am See 11. Pfofeld 12. Polsingen 13. Raitenbuch 14. Solnhofen 15. Theilenhofen 16. Westheim |